# Земская почта Ардатовского уезда
Зе́мская по́чта Арда́товского уе́зда — земская почта, организованная земской управой Ардатовского уезда Нижегородской губернии. Существовала с 1878 года. В уезде выпускались собственные земские марки.

## История почты
Ардатовская уездная земская почта была открыта 13 января 1878 года. Пересылка почтовых отправлений осуществлялась из уездного центра (города Ардатова) в волостные правления уезда дважды в неделю.
Для оплаты доставки частных почтовых отправлений были введены земские почтовые марки номиналом 3 и 5 копеек.
«Оплаченные» (красного цвета) марки продавались в волостях, а «долговые» (синего цвета) марки оплачивались получателем почтового отправления.

## Выпуски марок
Используемые для оплаты частных почтовых отправлений марки земской почты в Ардатовском уезде имели номиналы 3 и 5 копеек. На марках первых выпусков были изображены гербы Нижегородской губернии и Ардатовского уезда. В 1902—1916 годах Ардатовские земские марки печатались в Экспедиции заготовления государственных бумаг и в местных типографиях.

## Гашение марок
Гашение марок осуществлялось чернилами (перечёркиванием) и круглыми штемпелями земской почты.